# Göta ingenjörkårs detachement i Karlskrona
Göta ingenjörkårs detachement i Karlskrona, även känt som Göta ingenjörkårs kustingenjörkompani (Ing 2 K), var ett ingenjörförband inom svenska armén som verkade åren 1902–1939. Förbandsledningen var förlagd i Karlskrona garnison i Karlskrona.

## Historia
Genom 1901 års härordning beslutades att två fästningsingenjörkompanier skulle uppsättas i fredsorganisationen, avsedda för fästningarna i Karlskrona och Vaxholm. Kompanierna bildades den 1 januari 1902 och ingick organisatoriskt i Göta ingenjörkår respektive Svea ingenjörkår. Göta ingenjörkårs kompani var inledningsvis förlagt till Karlsborg och benämndes som kårens 5. kompani. På grund av kompaniets belägenhet hade det en viss självständighet. Genom 1925 års försvarsbeslut omorganiserades de båda kompanierna till kustingenjörkompanier.
I samband med 1914 års härordning justerades 1914 samtliga ordningsnummer inom armén. För till exempel Svea ingenjörkår innebar det att regementet blev tilldelad beteckningen Ing 1. Justeringen av beteckningen gjordes för att särskilja regementen och kårer mellan truppslagen. Det med bakgrund till att namn och nummer som till exempel № 3 Livregementets grenadjärkår och № 3 Livregementets husarkår kunde förefalla egendomliga för den som inte kände till att förbanden ifråga tillhörde skilda truppslag.
Inför 1936 års försvarsbeslut föreslog regeringen för riksdagen att Göta ingenjörkårs detachement i Karlskrona samt
Svea ingenjörkårs detachement i Vaxholm indragas. Riksdagen antog dock aldrig regeringens förslag, utan istället antogs oppositionens motion, vilket egentligen inte skilde sig nämnvärt från regeringens förslag om att avveckla och upplösa de två kustingenjörkompanierna. Det sista utbildningsåret för ingenjörerna i Karlskrona blev 1936/1937, därefter kom detachementet att påbörja sin avveckling och officiellt avvecklades det från fredsorganisationen den 30 september 1939.

## Verksamhet
När fästningsingenjörkompaniet bildades hade det i uppgift att stödja mark- och sjöförsvaret med befästningsarbeten, tillsammans med Karlskrona grenadjärregemente. Genom 1925 års försvarsbeslut organiserades Kronobergs regementes fästningsbataljon, vilket medförde att bataljonen samtidigt övertog markförsvarsuppgiften från ingenjörkompaniet. I den nya organisationen fick ingenjörkompaniet istället i uppgift att stödja sjöförsvaret med bland annat befästningsarbeten och så kallade krigsangöringsplatser i skärgårdarna för flottans fartyg. Fästningsbataljonen och ingenjörkompaniet drogs in med 1936 års försvarsbeslut.

## Förläggningar och övningsplatser
När ingenjörkompaniet bildades var det samgrupperat med Göta ingenjörkår i Karlsborg. År 1908 förlades kompaniet till en nyuppförd kasern i Karlskrona, vilken uppfördes enligt 1901 års härordnings byggnadsprogram och ritades av Erik Josephson. Kasernen kom att kallas för ingenjörkasernen (även Blå port) och uppfördes i tre våningar och ett vindplan, med tegelfasad och trappstensgavlar vilka hade sköldformade fält som utsmyckning. Utöver kasernen uppfördes inom kasernområdet även ett exercishus, badhus, verkstad, samt förrådsbyggnader.
Efter att ingenjörtrupperna lämnade kasernetablissementet och Karlskrona, kom kasernen åren 1940–1943 att användas av inkallade beredskapsförband. Från 1943 var staben för Blekinge kustartilleriförsvar samt staben för Blekinge försvarsområde förlagda i den gamla ingenjörkasernen längs Blåportsgatan (Blåportshöjden 10). Efter att Blekinge kustartilleriförsvar upplöstes som myndighet och förband, kvarstod byggnaden inom marinen fram till 1997, då den såldes till ett privat fastighetsbolag. Kasernen i Karlskrona är en direkt kopia av den kasern som uppfördes Svea ingenjörkårs detachement i Vaxholm, som senare övertogs av Stockholms kustartilleriförsvar.

## Förbandschefer
- 1902–1939: ???

## Namn, beteckning och förläggningsort
| Kungl. Göta ingenjörkårs fästningsingenjörkompani | 1902-01-01 | – | 1927-12-31 |
| Kungl. Göta ingenjörkårs kustingenjörkompani      | 1928-01-01 | – | 1939-09-30 |

| Ing 2 K | 1914-10-01 | – | 1939-09-30 |

| Karlsborgs garnison (F) | 1902-01-01 | – | 1908-10-15 |
| Karlskrona garnison (F) | 1908-10-16 | – | 1939-09-30 |

## Galleri

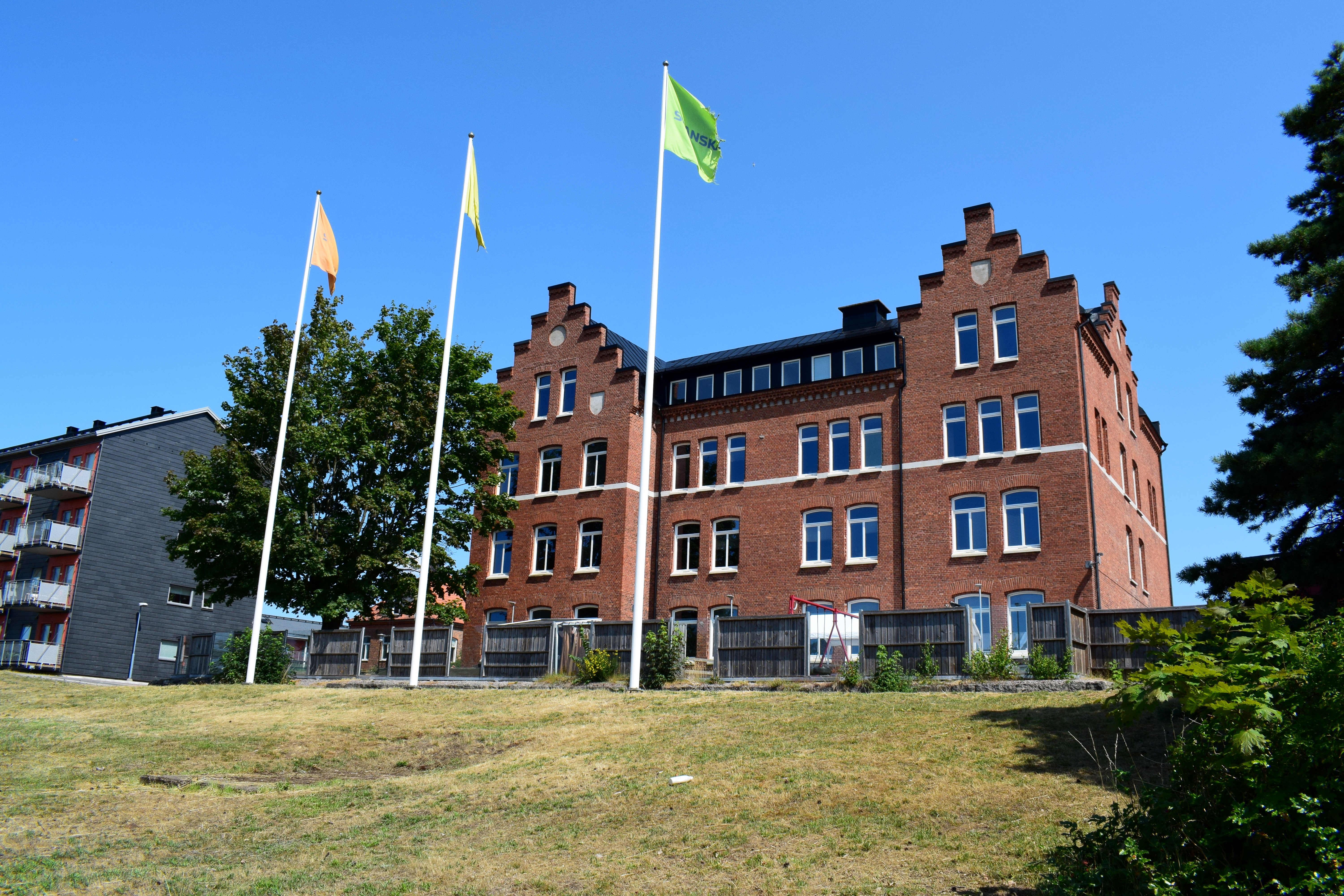
Ingenjörkasernen i Karlskrona (2021).
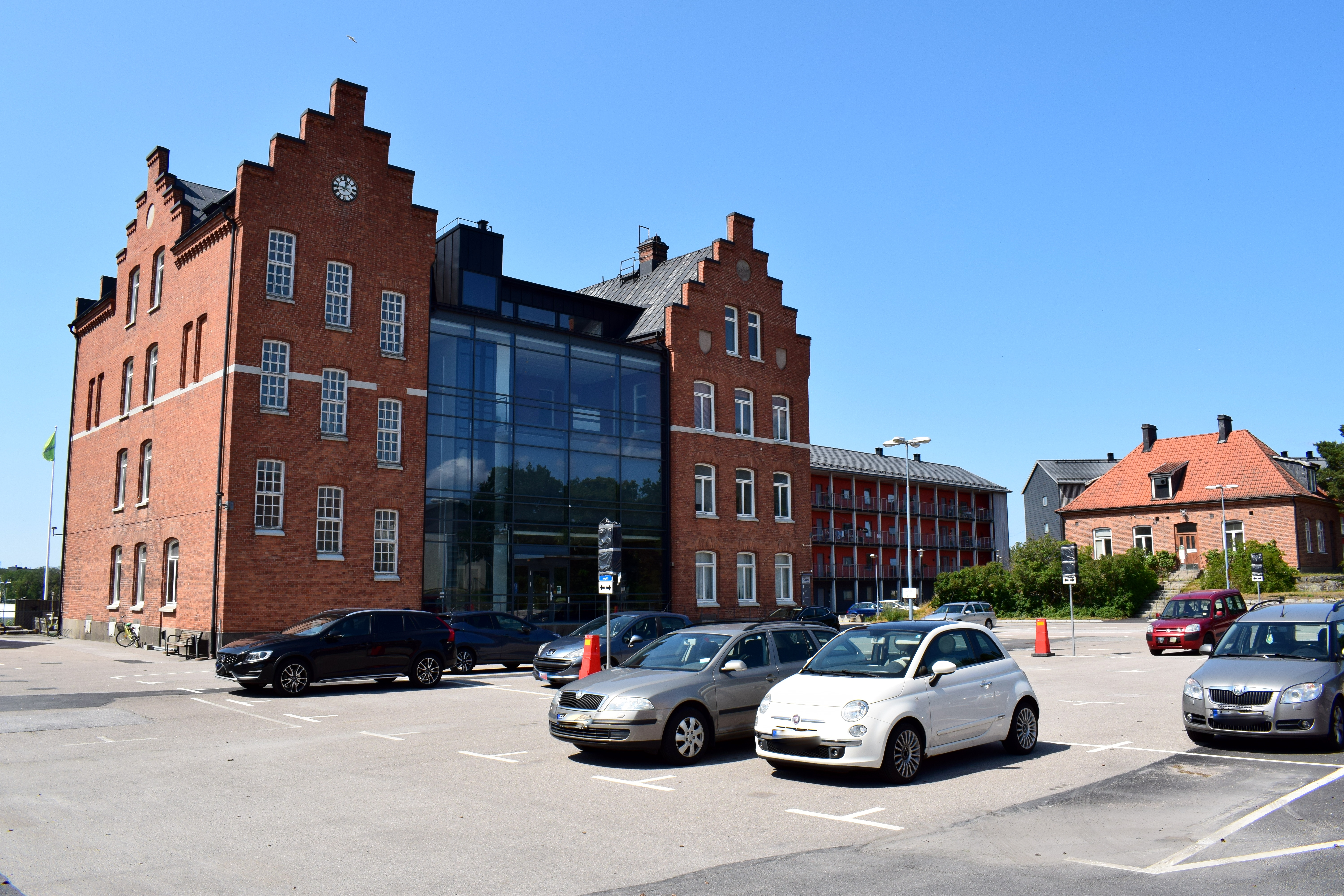
Ingenjörkasernen i Karlskrona (2021).
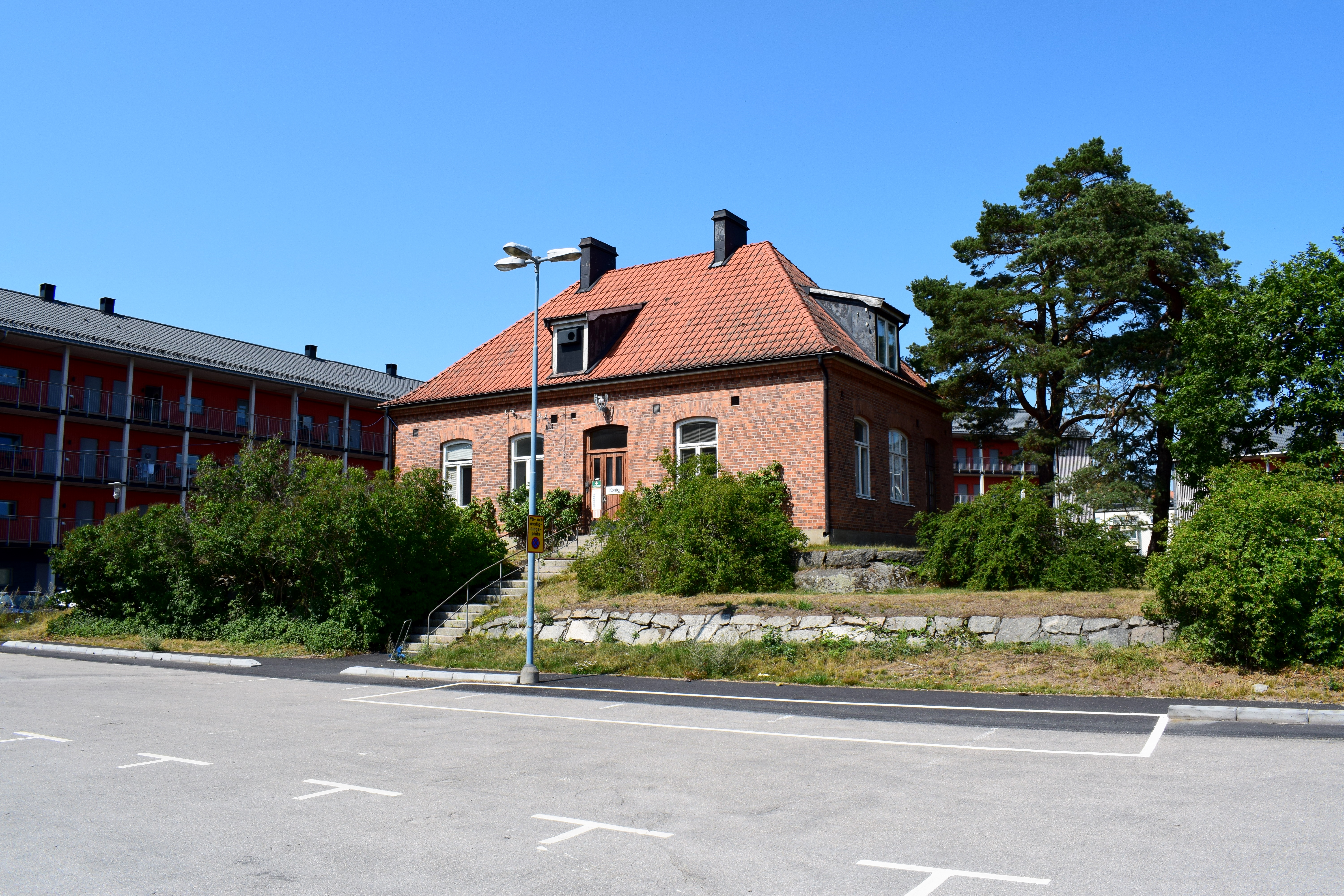
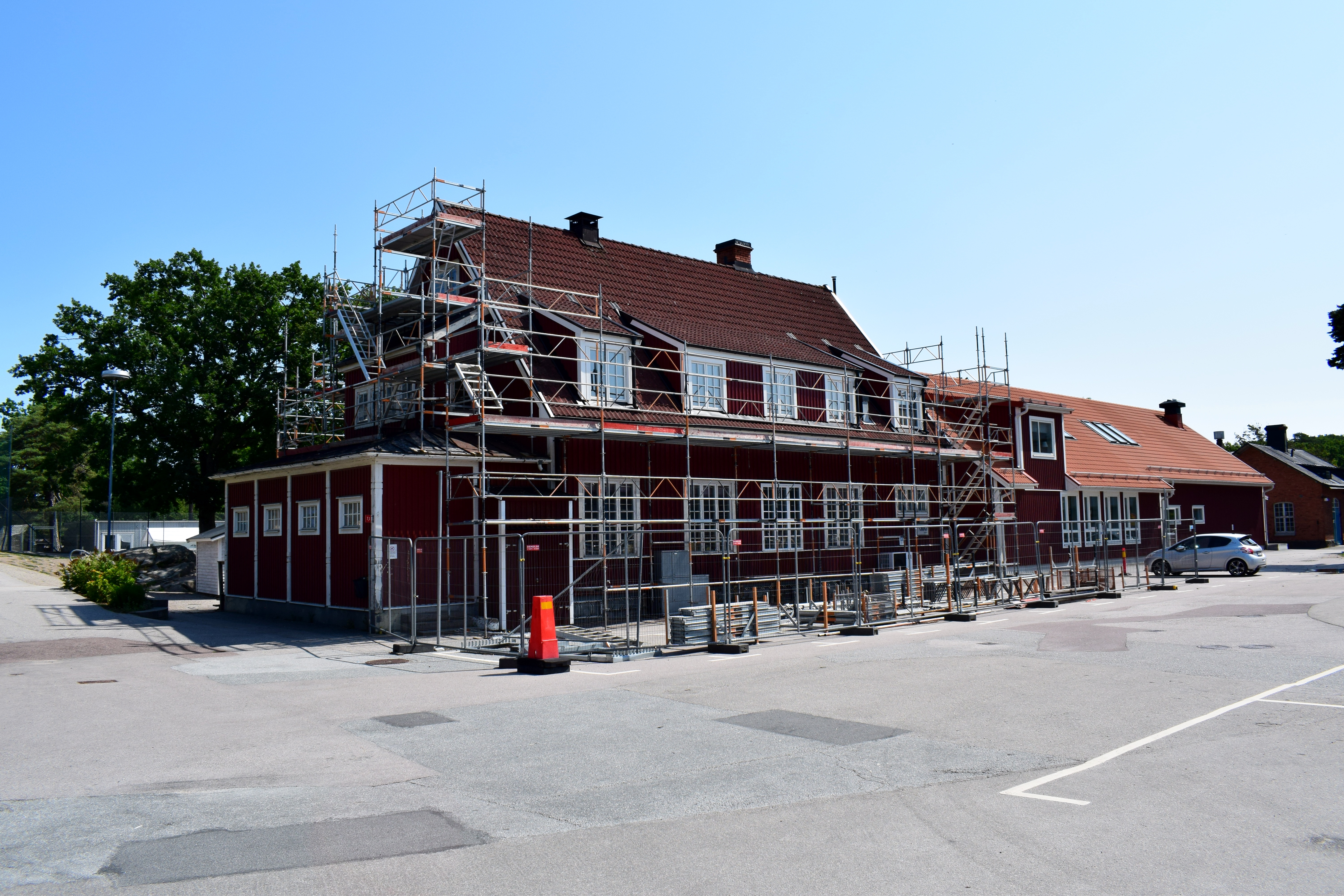